# Olle Ohlson
Olov "Olle" Axel Herman Ohlson (Stockholm, 18 juni 1921 – aldaar, 12 mei 1983) was een Zweeds waterpolospeler.
Olle Ohlson nam als waterpoloër eenmaal deel aan de Olympische Spelen; in 1948. In 1948 maakte hij deel uit van het zweedse team dat als vijfde eindigde. Hij speelde vijf wedstrijden.
Ohlson speelde voor de club SoIK Hellas.
Folke Eriksson · 
Knut Gadd · 
Erik Holm · 
Olle Johansson · 
Åke Julin · 
Rolf Julin · 
Arne Jutner · 
Rune Öberg · 
Olle Ohlson · 
Roland Spångberg